# Denali
Denali (uradno angleško Mount McKinley) je 6190 m visoka gora v Združenih državah Amerike, najvišja gora v ZDA in tudi vsej Severni Ameriki. Je del Aljaškega gorovja, ki se razprostira v notranjosti ameriške zvezne države Aljaske na severozahodu celine. To je najvišja gora na svetu od vznožja do vrha na kopnem, ki meri 5500 m. S topografsko razsežnostjo 6155 m in topografsko izolacijo 7436,9 km je Denali tretji najvidnejši in tretji najbolj izoliran vrh na Zemlji, za Mount Everestom in Aconcaguo.
Ime izvira iz pridevnika za »visoko« v tamkajšnjem domorodnem jeziku kojukon. Med letoma 1897 in 2015 se je gora imenovala Mount McKinley po nekdanjem ameriškem predsedniku Williamu McKinleyju, nato pa ji je 30. avgusta 2015 vlada vrnila staro ime. Znova jo je konec januarja 2025 v Mount McKinley preimenoval predsednik Donald Trump z izvršnim ukazom o »vračanju imen, ki častijo ameriško veličino«, ki velja za ameriške zvezne službe.
2. septembra 2015 je Ameriški geološki zavod objavil novo meritev s sodobno tehnologijo, ki je popravila prejšnji podatek 6194 m na novih 6190 m n. v. Po geološki sestavi je Denali granitni pluton, ki ga je dvignil pritisk zaradi podrivanja pacifiške tektonske plošče pod severnoameriško; območje je še vedno tektonsko aktivno. Gora ima dva vrhova: poleg višjega južnega še severnega s 5934 m nadmorske višine. Slednjega nekateri obravnavajo kot samostojen vrh.
Leta 1903 je James Wickersham zabeležil prvi poskus vzpona na Denali, ki pa je bil neuspešen. Leta 1906 je Frederick Cook zahteval prvi vzpon, vendar je ta vzpon nepreverjen in njegova legitimnost vprašljiva. Prvi preverljivi vzpon na Denalijev vrh so plezalci Hudson Stuck, Harry Karstens, Walter Harper in Robert Tatum dosegli 7. junija 1913, ko so šli mimo Južnega vrha. Leta 1951 je Bradford Washburn uvedel pot West Buttress, ki je veljala za najvarnejšo in najlažjo pot in zato najbolj priljubljeno trenutno v uporabi.

## Geografija
Denali ima dva pomembna vrhova: južni vrh je višji, medtem ko ima severni vrh višino 5934 m in relativno višino približno 387 m. Severni vrh se včasih šteje kot ločen vrh, včasih pa ne; plezajo ga redko, razen tisti, ki delajo smeri na severni strani masiva.
Pet velikih ledenikov teče s pobočij gore. Ledenik Peters leži na severozahodni strani masiva, medtem ko ledenik Muldrow pada z njegovih severovzhodnih pobočij. Tik vzhodno od Muldrowa in meji na vzhodno stran masiva je ledenik Traleika. Ledenik Ruth leži jugovzhodno od gore, ledenik Kahiltna pa vodi do jugozahodne strani gore. Z dolžino 71 km je ledenik Kahiltna najdaljši ledenik na Aljaski.

### Geologija
Denali je granitni pluton, večinoma roza kremenov monconit, ki ga je dvignil tektonski pritisk zaradi subdukcije pacifiške plošče pod severnoameriško ploščo; istočasno je sedimentni material nad goro in okoli nje odnesla erozija. Sile, ki so dvignile Denali, so povzročile tudi številne globoke potrese na Aljaski in Aleutskih otokih. Pacifiška plošča je potresno aktivna pod Denalijem, tektonskim območjem, ki je znano kot McKinley cluster.

## Zgodovina
Koyukon Atapaski, ki so živeli v porečjih Jukon, Tanana in Kuskokvim, so bili prvi ameriški domorodci z dostopom do bokov gore. Britanski pomorski kapitan in raziskovalec George Vancouver je prvi Evropejec, ki je opazil Denali, ko je videl »oddaljene osupljive gore«, medtem ko je 6. maja 1794 opazoval krak Knik v zalivu Cook. Ruski raziskovalec Lavrentij Zagoskin je leta 1843 in 1844 raziskoval reki Tanana in Kuskokvim in bil verjetno prvi Evropejec, ki je goro videl z druge strani.
William Dickey, v New Hampshiru rojen prebivalec Seattla v Washingtonu, ki je kopal zlato v pesku reke Susitna, je po vrnitvi z Aljaske napisal poročilo v New York Sunu, ki se je pojavilo 24. januarja 1897. Njegovo poročilo je pritegnilo pozornost s stavkom »Ne dvomimo, da je ta vrh najvišji v Severni Ameriki, in ocenjujemo, da je visok preko 6100 m«. Do takrat je veljalo, da je gora Logan na kanadskem ozemlju Yukon najvišja točka celine. Čeprav so ga pozneje pohvalili za oceno, je Dickey priznal, da so tudi drugi raziskovalci ugibali, da je gora višja od 6100 m. Te ocene je leta 1898 potrdil geodet Robert Muldrow, ki je izmeril njegovo višino na 6200 m.
5. novembra 2012 je kovnica Združenih držav izdala kovanec za 25 centov, ki prikazuje narodni park Denali. Gre za petnajsto iz serije America the Beautiful Quarters. Na zadnji strani je Dallova ovca z vrhom Denali v ozadju.
Od leta 1947 do leta 2018 je bilo v Združenih državah »poročanih, da je bilo 2799 ljudi udeleženih v gorniških nesrečah« in 11 % teh nesreč se je zgodilo na Denaliju. Od teh 2799 nesreč se je 43 % končalo s smrtjo in 8 % teh smrti se je zgodilo na Denaliju.

## Taksoni, poimenovani po Denaliju
- denaliensis
  - Ceratozetella denaliensis (prej Cyrtozetes denaliensis Behan-Pelletier, 1985) je vrsta mahovne pršice v družini Mycobatidae
  - Magnoavipes denaliensis Fiorillo et al., 2011 (dobesedno »ptica z velikimi nogami, najdena v Denaliju«) je Magnoavipes ichnospecies ptičjega odtisa iz zgornje krede na Aljaski in je bil velik čaplji podoben ptič (večji od peščenega žerjava) s tremi prsti in prstnimi blazinicami.
- denali
  - Cosberella denali (Fjellberg, 1985) je skakač.
  - Proclossiana aphirape denali Klots, 1940 je vrsta metulja Boloria iz poddružine Heliconiinae družine Nymphalidae.
  - Symplecta denali (Alexander, 1955) je vrsta žerjavove muhe iz družine Limoniidae.
  - Tipula denali Alexander, 1969 je vrsta žerjavove muhe iz družine Tipulidae.
- denalii
  - Erigeron denalii A. Nelson, 1945 je vrsta Erigeron bolhačev.
  - Papaver denalii Gjaerevoll 1963 je vrsta Papaver in sinonim za Papaver mcconnellii.
- mckinleyensis ali mackinleyensis
  - Erebia mackinleyensis (Gunder, 1932) je vrsta metulja iz poddružine Satyrinae družine Nymphalidae.
  - Oeneis mackinleyensis Dos Passos 1965 ali Oeneis mckinleyensis Dos Passos 1949 je vrsta metulja iz poddružine Satyrinae iz družine Nymphalidae (sinonim za Oeneis bore)
  - Uredo mckinleyensis Cummins 1952 ali Uredo mackinleyensis Cummins 1952 je vrsta rjaste glive.

## V popularni kulturi
Leta 2019 je bila ameriška izobraževalna animirana serija Molly of Denali, poimenovana po regiji, premierno prikazana na PBS in CBC Kids. Oddaja prikazuje vsakdanje življenje in kulturo Molly, mlade deklice z Aljaske in vlogerke. Animirana serija je prejela pohvale zaradi predstavitve avtohtone aljaške kulture.